# Tugu Pahlawan Surabaya
Tugu Pahlawan Surabaya (Nederlands: helden monument) is een monument en toren in Surabaya. Het monument is gebouwd ter gedachtenis van de slachtoffers van de Strijd om Soerabaja van 27 oktober tot en met 20 november 1945. Het 10 november museum is gehuisvest onder het monument.